# Цветков, Сергей Александрович
Сергей Александрович Цветков (21.12.1946, Москва — 10.08.1998, там же) — советский и российский инженер, учёный, специалист в области разработки регистрирующей аппаратуры для физических измерений.

## Биография
Окончил Московский институт электронного машиностроения (1970).
В 1970—1998 годах работал в НИИИТ (ВНИИА) в должностях от инженера до заместителя начальника отделения — начальника отдела.

## Награды и звания
- Кандидат технических наук;
- Государственной премии СССР (1989 год) — за разработку аналого-цифрового регистратора систем физических измерений.
- Медаль «В память 850-летия Москвы».